# HD 104179
HD 104179，又名BD+34 2279，SAO 62786、HR 4584，是一颗恒星，视星等为6.5，位于銀經177.83，銀緯76.96，其B1900.0坐标为赤經11h 54m 49.3s，赤緯+34° 76.96′ 26″。